# 长菲策吸虫
长菲策吸虫（学名：Fischoederius elongatus）为腹袋科菲策属的动物。分布于泰国、印度、斯里兰卡、印度尼西亚、台湾岛以及中国大陆的福建、江西、浙江、江苏、广东、广西、云南、四川、贵州、湖北、陕西等地，营寄生生活，宿主水牛、黄牛、山羊、犏牛、绵羊以及寄生于瘤胃。